# Manaus FC
Der Manaus Futebol Clube, in der Regel nur kurz Manaus genannt, ist ein Fußballverein aus Manaus im brasilianischen Bundesstaat Amazonas.
Ab der Saison 2024 spielt der Verein in der vierten brasilianischen Liga, der Série D.

## Erfolge
- Staatsmeisterschaft von Amazonas: 2017, 2018, 2019, 2021, 2022, 2024
- Staatsmeisterschaft von Amazonas Second Division: 2013

## Stadion

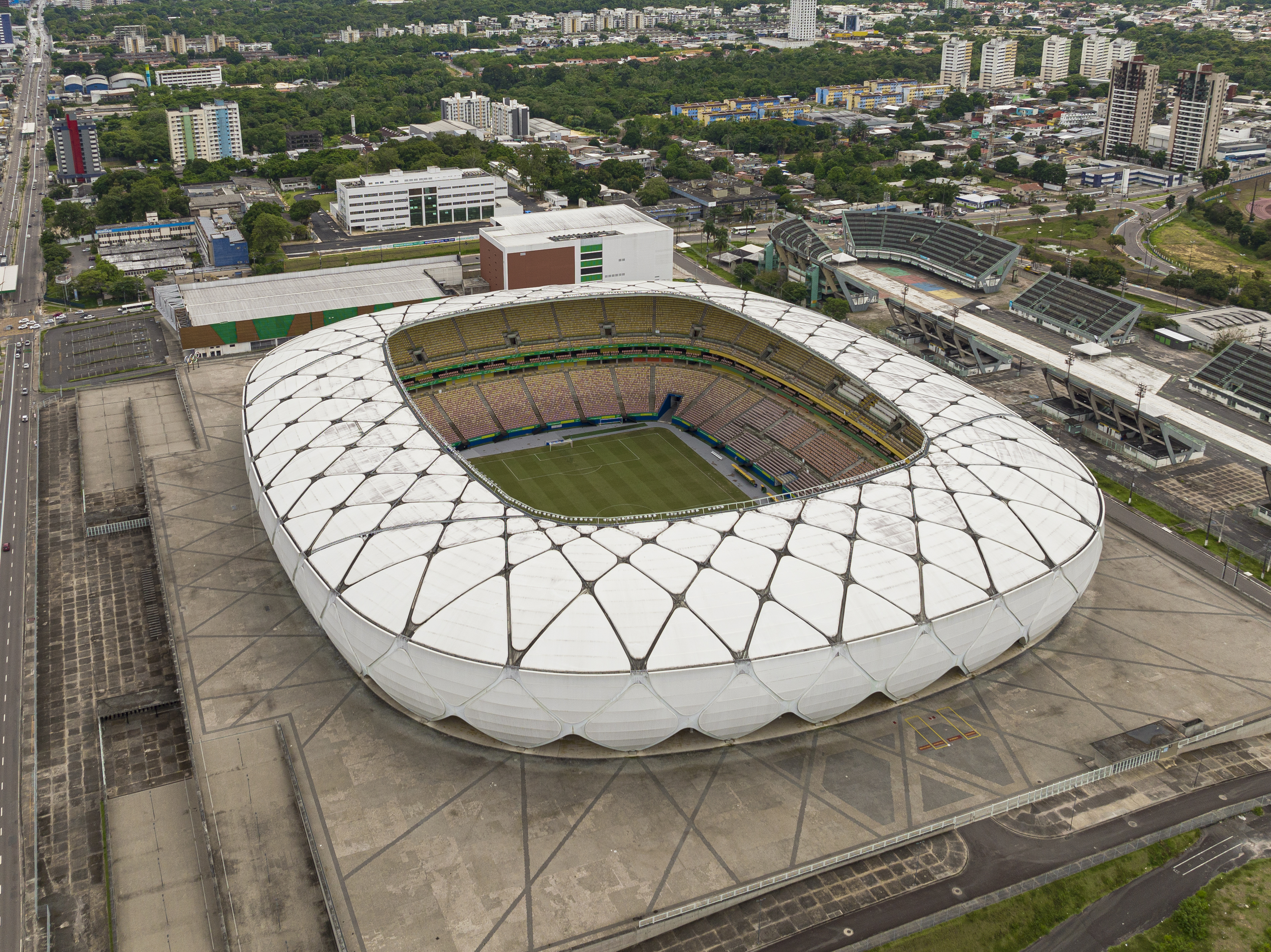
Arena da Amazônia

Der Verein trägt seine Heimspiele in der Arena da Amazônia in Manaus aus. Das Stadion hat ein Fassungsvermögen von 44.310 Personen.

## Trainerchronik
Stand: Oktober 2024
| Trainer                | Nation            | von              | bis               |
| ---------------------- | ----------------- | ---------------- | ----------------- |
| Wellington Fajardo     | Brasilien         | 21. Februar 2019 | 10. August 2020   |
| Luizinho Lopes         | Brasilien         | 14. August 2020  | 30. November 2020 |
| Souza Brito            | Brasilien         | 1. Dezember 2020 | 7. Dezember 2020  |
| Luizinho Vieira        | Brasilien         | 18. Januar 2021  | 9. März 2021      |
| Luizinho Lopes         | Brasilien         | 11. März 2021    | 24. Mai 2021      |
| Marcelo Martelotte     | Brasilien         | 28. Mai 2021     | 26. Juli 2021     |
| Evaristo Piza          | Brasilien         | 30. Juli 2021    | 26. Juni 2022     |
| João Brigatti          | Brasilien Italien | 1. Juli 2022     | 19. Juli 2022     |
| Paulo Henrique Marques | Brasilien         | 3. Januar 2023   | 23. Februar 2023  |
| Higo Magalhães         | Brasilien         | 28. Februar 2023 | 19. Juni 2023     |
| Moacir Júnior          | Brasilien         | 23. Juni 2023    | 25. Juli 2023     |
| Roger Silva            | Brasilien         | 27. Juli 2023    | 28. August 2023   |
| Aderbal Lanaa          | Brasilien         | 12. Januar 2024  | 12. Februar 2024  |
| Renatinho Potiguar     | Brasilien         | 1. März 2024     | 13. August 2024   |
| Cristian de Souza      | Brasilien         | 15. August 2024  |                   |